# Lesa majestat
El crim de lesa majestat (del llatí crimen laesae maiestatis) és un delicte genèric d'ordre públic en què es difama o s'ofèn la dignitat d'un cap d'estat (tradicionalment un monarca, tot i que avui en dia també s'aplica a presidents), d'un mandatari important d'una nació o de l'estat com a tal. Originari del dret romà, fou recollit en el dret castellà sota el concepte de «traïció» al Fuero Juzgo de Ferran III de Castella i a les Siete Partidas d'Alfons X de Castella. S'hi enumeren fins a catorze formes diferents de traïció associades als conceptes de regicidi, bé comú o fidelitat recíproca.
El concepte de lesa majestat com el coneixem neix a l'antiga Roma i expresava la idea d'un delicte contra la dignitat de la República Romana. Durant el període de la història de Roma conegut com el Dominat, o l'imperi tardà (a partir del segle III dC), els emperadors van continuar distanciant-se dels ideals republicans de la República Romana, i cada vegada més es van equiparar amb l'estat, per tant el delicte va deixar d'aplicar-se per ofeses contra l'estat romà i més en casos en els que s'ofenia a l'emperador com a tal.

Tot i que legalment el princeps civitatis (títol oficial de l'emperador, que significa, aproximadament, "primer ciutadà") mai no podia convertir-se en sobirà perquè la república mai va ser oficialment abolida, els emperadors van començar a ser deïficats i venerats religiosament, primer pòstumament però més tard (durant el Dominat) mentres eren vius i governaven. Per tant, aquests emperadors deïficats gaudien de la mateixa protecció legal que s'atorgava a les divinitats del culte estatal. Més tard, quan el cristianisme va reemplaçar el paganisme a l'Imperi Romà, aquesta tradició de venerar el monarca o l'emperador com una figura quasi religiosa va continuar.

Mapa amb els països que actualment tenen lleis de lesa majestat (en vermell)

Altres concepcions sobre que era considerat un delicte contra la majestat o un delicte contra la corona van predominar en els regnes europeus que van sorgir a principis del període medieval. A l'Europa feudal, els sistemes jurídics classificaven alguns delictes de lesa majestat, encara que no fossin dirigits intencionadament o específicament contra la Corona. Per exemple: la falsificació de divises es va classificar com a delicte de lesa majestat perquè les monedes portaven l'efígie i/o l'escut d'armes del monarca.
Amb la progressiva desaparició de les monarquies absolutes a Europa, la lesa majestat va arribar a considerada allà com un crim menys greu. No obstant això, alguns dels delictes anteriorment classificats com el delicte de lesa majestat encara podrien ser processats com a traïció. Algunes repúbliques encara classifiquen qualsevol delicte contra els màxims representants de l'estat com a delicte. Les lleis de lesa majestat encara s'apliquen avui en dia en monarquies fora d'Europa, especialment a la Tailàndia moderna i Cambodja.